# Til (romance)
Til é um romance de José de Alencar publicado em 1871, o terceiro romance regionalista de Alencar tem sua ação numa fazenda situada no interior paulista, por volta de 1846. Segundo o projeto explicitado na nota de abertura do romance Sonhos d’ouro, o regionalismo permitiria descobrir, nas regiões "onde não se propaga com rapidez a luz da civilização", as tradições, os costumes e a linguagem de timbre brasileiro.

## Sinopse
Berta é uma menina que foi rejeitada quando nasceu, sendo criada por uma viúva chamada Nhá Tudinha, a qual tinha um filho chamado Miguel. Berta, moça "pequena, esbelta, ligeira, buliçosa", é uma garota de quem todos gostam, e por quem a maioria dos mancebos suspira de amor. Ela e Miguel (os quais são irmãos de criação, pois Miguel é filho de Inhá Tudinha) são muito amigos dos filhos de dona Ermelinda e Luís Galvão: Afonso e Linda (Linda tem o mesmo nome da mãe, Ermelinda, por isso é conhecida pela alcunha de Linda). Afonso e Miguel são apaixonados por Berta, e Linda está apaixonada por Miguel, porém Berta trata a todos como irmãos. Luís Galvão também cuida de um sobrinho, órfão de pai e mãe, chamado Brás, que tem problemas mentais. Luís tenta enviá-lo para a escola, porém ele não consegue aprender, o que leva seu professor, o Domingão, a bater-lhe muito com a palmatória. Berta se compadece do pobre coitado, que se convulsiona em prazer e alegria ao ver o sinal do til(~). Portanto, ela resolve ensinar-lhe o alfabeto e, assim, ela relaciona todas as letras do alfabeto às pessoas que Brás conhece, sendo que ela representa o til.
Jão Bugre, mais conhecido como Jão Fera, é um temido matador de aluguel da província de Santa Bárbara. Ele nutre um carinho especial por Berta, e sempre a observa quando ela vai visitar a negra Zana, que vive em uma casa caindo aos pedaços. Zana também tem problemas mentais, e tem um grande terror quando chega perto do quarto da casa, onde parece que ela revive uma terrível lembrança. Jão Fera foi contratado por um estranho, chamado Barroso, para matar o fazendeiro Luís Galvão. Quando Berta descobre isso, impede Jão Fera de concluir a sua atrocidade, salvando a vida de Luís Galvão. Jão Fera, antigamente conhecido como Jão Bugre, por causa da cor da sua pele, foi encontrado na fazenda pelo pai de Luís Galvão, quando tinha por volta de um ano de idade. Não se sabe o que aconteceu com seus pais, mas especula-se que, após uma grande enchente que ocorreu na região, seus pais tenham sucumbido à força das águas e só ele tenha sobrevivido. Jão Bugre tinha grande respeito por Luís Galvão, livrando-o de várias brigas que ele arranjava. Ambos se apaixonaram por Besita, a moça mais bonita de Santa Bárbara. Quando Jão descobriu que Luís estava apaixonado por Besita, resignou-se com seu sentimento, por amor ao seu irmão de criação. Besita, no entanto, não correspondia ao amor de Luís Galvão, devido à sua má fama de mulherengo e aproveitador. Ela também sabia que Jão a amava, porém ele a pediu que aceitasse Luís Galvão. O pai dela não aceitou o pedido de casamento de Luís Galvão, e enganou a filha, dizendo que ele não queria nenhum compromisso. Por fim, Besita casou-se com Ribeiro, filho de um rico fazendeiro da região. No dia do casamento, Ribeiro foi resolver uns negócios em Itu, a respeito de uma herança que recebera. Ribeiro perseguiu o administrador de seus bens até o Paraná, a fim de receber sua herança, e depois disso, caiu na "gandaia". Nesse meio tempo, em uma noite, Luís Galvão enganou a negra Zana, mucama de Besita, e se passou por Ribeiro. Luís passou a noite com Besita, que ao amanhecer, viu o erro que cometera. Besita deu à luz uma menina. Somente Zana e Jão Bugre sabiam do seu segredo.
Jão Bugre só não matou Luís Galvão a pedido de Besita, que intercedeu pela vida dele. Depois de dois anos, enquanto Jão Bugre estava fora da fazenda, Ribeiro volta para casa e inflama-se de raiva ao ver sua esposa com a criança, que ele sabe não ser sua filha. Ribeiro começa a esganá-la, quando chega Jão Bugre para tentar salvá-la. No seu último suspiro, Besita pede para que Jão proteja sua filha, e Zana chega ao quarto e vê sua ama morrer. Ribeiro foge para Portugal, e Jão tenta cuidar da menina. Inhá Tudinha chega na fazenda e leva a menina para criá-la. Jão fica transtornado com a morte do seu objeto de amor, e torna-se um jagunço, ganhando assim a alcunha de Jão Fera.
Passados quinze anos, Ribeiro volta de Portugal, agora conhecido como Barroso, e deseja terminar a sua vingança. Vai para Santa Bárbara e contrata Jão Fera para matar Luís Galvão. Nenhum dos dois se reconhece, mas Luís Galvão é salvo por intermédio de Berta. Vendo seu plano inicial fracassar, Ribeiro planeja uma vingança mais engendrada: matar Berta e Luís Galvão e tomar o lugar dele como marido de dona Ermelinda. Para isso, maquina junto com dois escravos de Luís Galvão, Faustino e Monjolo, para, na noite de São João, trancarem os negros na senzala e atearem fogo no canavial. Assim que Luís Galvão saísse para apagar o incêndio, eles o jogariam ao fogo; Ribeiro apareceria para salvar a plantação e tentaria conquistar o amor de dona Ermelinda. Jão Fera descobriu a trama e, na noite de São João, quando Luís Galvão tentava apagar o incêndio, matou Monjolo, Faustino e outro jagunço contratado por Ribeiro, o Pinta, salvando a vida de Luís Galvão. Após esse episódio, perseguiu o Ribeiro, que só sobreviveu por intermédio de Miguel e Berta. Ribeiro fugiu, mas, alguns dias depois, voltou para matar Berta. Jão Fera, que há pouco havia escapado da Justiça, pois havia se entregado às autoridades, salvou Berta e matou o Ribeiro. Berta, ainda sem saber de sua história, ficou horrorizada e Jão Fera fugiu, se entregando novamente às autoridades.
Dias depois, Luís Galvão e sua família vão para a festa do Congo na vila de Piracicaba, para onde Inhá Tudinha, Miguel e Berta também vão. Afonso escapa de seus pais para ir falar com Berta, porém aparece um homem estranho que diz: "Teu pai matou a mãe dela; tu queres matar a filha, e duas vezes!". Após isso, o estranho dirige-se a Luís Galvão e diz: "Teu sangue mau quer teu sangue bom! Toma cautela...". Então, ouve-se que a cadeia fora arrombada. O estranho era Jão Fera, que havia escapado da cadeia. No caminho de volta, Luís Galvão conta acerca do seu passado à sua esposa, e depois Berta descobre o seu passado. Berta não aceita como pai Luís Galvão, por conta do que ele fez no passado, e diz que o único pai que ela conheceu fora Jão Fera, que sempre zelou por sua segurança. A única coisa que ela pede é que ele dê permissão para que Miguel se case com Linda, contra a vontade de dona Ermelinda. Miguel é enviado para estudar em São Paulo e, ao final de dois anos, voltar para se casar com Linda. Ele ainda tenta convencer Berta a ir com ele para serem felizes juntos, mas ela, por amor à amiga, não o faz. O livro acaba com Berta e Inhá Tudinha acenando para Miguel e Jão Bugre roçando a terra.

## Personagens
- Berta,personagem principal, descrita como "pequena, esbelta, ligeira, buliça, altruísta";
- Afonso, irmão de Linda e apaixonado por Berta;
- Besita, mãe de Berta, assassinada pelo seu marido, Ribeiro;
- Brás, deficiente mental, sobrinho de Luís Galvão;
- Chico Tinguá, dono da hospedagem da estrada de Santa Bárbara, amigo de Jão Fera.
- Domingão, professor de "primeiras letras", um "mestre latagão de verbo alto e punho rijo";
- Dona Ermelinda, esposa de Luís Galvão, não conhece o passado do marido;
- Faustino, pajem de Luís Galvão, participante da trama para matar seu amo. Foi morto por Jão Fera;
- Gonçalo Suçuarana, também conhecido como Pinta, jagunço, tinha inveja da fama ameaçadora de Jão Fera. Foi morto por Jão Fera;
- Nhá Tudinha, viúva, mãe de Miguel e mãe adotiva de Berta;
- Jão Fera, também conhecido como Jão Bugre, jagunço, apaixonado por Besita (mãe de Berta) na juventude, zela por Berta à pedido de sua amada;
- Linda, filha de Luís Galvão e amiga de Berta, apaixonada por Miguel;
- Luís Galvão, pai de Linda e Afonso, marido de dona Ermelinda;
- Miguel, filho de Inhá Tudinha, inicialmente apaixonado por Berta, passa a gostar de Linda à pedido de sua amada;
- Monjolo, escravo de Luís Galvão, participante da trama para matar seu amo. Foi morto por Jão Fera;
- Ribeiro, também conhecido como Barroso, marido de Besita, matou sua esposa por ciúmes;
- Zana, mucama de Besita, enlouqueceu após presenciar a morte da ama;

## Impacto cultural

### Risada na internet
A risada usada na internet que é constituida de múltiplos "k" (kkkkkkkk) é uma corruptela da onomatopeia "quá," e foi popularizada pelos quadrinhos da Disney. Neles, os moradores de patópolis riem utilizando o "quá," diferente de sua versão em inglês. Porém, a risada já era famosa, e seu primeiro uso na literatura foi em Til, em frase de Nhá Tudinha:
| “                | — Ai, menina!... Quiá!... quiá!... quiá!... Já se viu, que ladroninha?... | ” |
| —José de Alencar |                                                                           |   |